# Шерер, Маркус
Маркус Шерер (нем. Markus Scherer); род. 20 июня 1962, Людвигсхафен-ам-Райн) — немецкий борец греко-римского и вольного стилей, призёр Олимпийских игр, призёр чемпионата мира, чемпион Европы, десятикратный чемпион Германии (1983—1987, 1989—1991, 1993, 1994)

## Биография
Начал заниматься борьбой под влиянием старших братьев, также состоявшихся на национальном уровне борцов. 
В 1973 году стал третьим на чемпионате Германии среди юношей, в 1975 году чемпионом Германии среди студентов. 
На международной арене выступал только в греко-римской борьбе, за одним исключением. 
В 1980 году был четвёртым на чемпионате Европы, в 1982 — шестым. В 1982 же году на чемпионате Европы в возрастной категории Espoir занял первое место. В 1983 году остался вторым на Гран-при Германии, четвёртым на чемпионате Европы, стал серебряным призёром чемпионата мира и стал чемпионом мира среди военных. В 1984 году вновь остался вторым на Гран-при Германии. 
В 1981 году остался третьим на чемпионате Европы, в 1982 стал чемпионом мира. В 1983 году на чемпионате Европы также был только пятым; в том же году победил на Средиземноморских играх. В 1984 году завоевал «бронзу» на европейском первенстве.
На Летних Олимпийских играх 1984 года в Лос-Анджелесе боролся в категории до 48 килограммов (первый наилегчайший вес). Участники турнира, числом в 12 человек в категории, были разделены на две группы. За победу в схватках присуждались баллы, от 4 баллов за чистую победу и 0 баллов за чистое поражение. Когда в каждой группе определялись три борца с наибольшими баллами (борьба проходила по системе с выбыванием после двух поражений), они разыгрывали между собой места в группе. Затем победители групп встречались в схватке за первое-второе места, занявшие второе место — за третье-четвёртое места, занявшие третье место — за пятое-шестое места. 
Маркус Шерер без особых проблем одержал победу в своей группе, однако финальную встречу с Винченцо Маэнцой начисто проиграл за две минуты и стал обладателем серебряной медали Игр. 
| Выступление на Олимпийских играх 1984 года | Выступление на Олимпийских играх 1984 года | Выступление на Олимпийских играх 1984 года | Выступление на Олимпийских играх 1984 года | Выступление на Олимпийских играх 1984 года | Выступление на Олимпийских играх 1984 года | Выступление на Олимпийских играх 1984 года | Выступление на Олимпийских играх 1984 года |
| Круг                                       | Соперник                                   | Страна                                     | Результат                                  | Счёт                                       | Баллы                                      | Всего баллов                               | Время схватки                              |
| ------------------------------------------ | ------------------------------------------ | ------------------------------------------ | ------------------------------------------ | ------------------------------------------ | ------------------------------------------ | ------------------------------------------ | ------------------------------------------ |
| 1                                          | Ларс Рённинген                             | Норвегия                                   | Победа                                     | 14-4                                       | 3,5                                        | 3,5                                        |                                            |
| 2                                          | Густаво Дельгадо                           | Мексика                                    | Победа                                     | 12-0 За явным преимуществом                | 4                                          | 7,5                                        | 2:38                                       |
| Финал группы «B» (встреча 1)               | Чон Дэ Джэ                                 | Республика Корея                           | Победа                                     | 24-18                                      | 3                                          | 3                                          |                                            |
| Финал группы «B» (встреча 3)               | Икудзо Сайто                               | Япония                                     | Победа                                     | 18-7                                       | 3,5                                        | 6,5                                        |                                            |
| Финал                                      | Винченцо Маэнца                            | Италия                                     | Поражение                                  | 0-12 За явным преимуществом                |                                            |                                            | 1:59                                       |

В 1985 году был пятым на Гран-при Германии, шестым на чемпионате мира и девятым на чемпионате Европы. В 1986 году был серебряным призёром Гран-при Германии и был десятым на чемпионате мира. В 1987 году выиграл Золотой Гран-при и Гран-при Германии, на чемпионате мира был только 13-м, на турнире FILA Гала Гран-при был четвёртым. В 1988 году был третьим на Гран-при Германии и шестым на чемпионате Европы, но в наилегчайшем весе. 
На Летних Олимпийских играх 1988 года в Сеуле боролся в категории до 48 килограммов (первый наилегчайший вес). Участники турнира, числом в 15 человек в категории, были разделены на две группы. За победу в схватках присуждались баллы, от 4 баллов за чистую победу и 0 баллов за чистое поражение. Когда в каждой группе определялись четыре борца с наибольшими баллами (борьба проходила по системе с выбыванием после двух поражений), они разыгрывали между собой места в группе. Затем победители групп встречались в схватке за первое-второе места, занявшие второе место — за третье-четвёртое места, занявшие третье место — за пятое-шестое места, четвёртое — за седьмое-восьмое места. 
Маркус Шерер занял третье место в своей группе, а во встрече за пятое место проиграл. 
| Выступление на Олимпийских играх 1988 года | Выступление на Олимпийских играх 1988 года | Выступление на Олимпийских играх 1988 года | Выступление на Олимпийских играх 1988 года | Выступление на Олимпийских играх 1988 года | Выступление на Олимпийских играх 1988 года | Выступление на Олимпийских играх 1988 года | Выступление на Олимпийских играх 1988 года |
| Круг                                       | Соперник                                   | Страна                                     | Результат                                  | Счёт                                       | Баллы                                      | Всего баллов                               | Время схватки                              |
| ------------------------------------------ | ------------------------------------------ | ------------------------------------------ | ------------------------------------------ | ------------------------------------------ | ------------------------------------------ | ------------------------------------------ | ------------------------------------------ |
| 1                                          | Маджид Реза Симхан Асиль                   | Иран                                       | Победа                                     | 10-5                                       | 3,0                                        | 3,0                                        |                                            |
| 2                                          | Братан Ценов                               | Болгария                                   | Поражение                                  | 3-15                                       | 0,5                                        | 3,5                                        |                                            |
| 3                                          | Янг Жижонг                                 | Китай                                      | Победа                                     | 13-4                                       | 3,0                                        | 6,5                                        |                                            |
| 4                                          | Винченцо Маэнца                            | Италия                                     | Поражение                                  | 1-15                                       | 1,0                                        | 7,5                                        |                                            |
| Встреча за 5 место                         | Халид Эль-Фарей                            | Сирия                                      | Поражение                                  | 6-16                                       |                                            |                                            |                                            |

В 1989 году стал чемпионом Европы, победил на Гран-при Германии и был 11-м на чемпионате мира. В 1990 году занял второе место на Золотом Гран-при и Гран-при Германии, был десятым на чемпионате мира. В 1991 году был 11-м на чемпионате мира. В 1992 году был десятым на Гран-при Германии по греко-римской борьбе и седьмым по вольной борьбе. Не попав на олимпийские игры 1992 года, закончил карьеру. 
В течение нескольких лет был сотрудником городской администрации в Шифферштадте. Получив второе образование, стал тренером. На настоящий момент является тренером и руководителем центра олимпийской подготовки в Шифферштадте. Среди его учеников Денис Кудла, чемпион Германии (2012) и чемпион Европы в возрастной категории до 23 лет (2015) по вольной борьбе. Сын Маркуса Шерера Марвин - чемпион Германии среди юниоров (2008)